# 아시아나항공 214편 착륙 사고

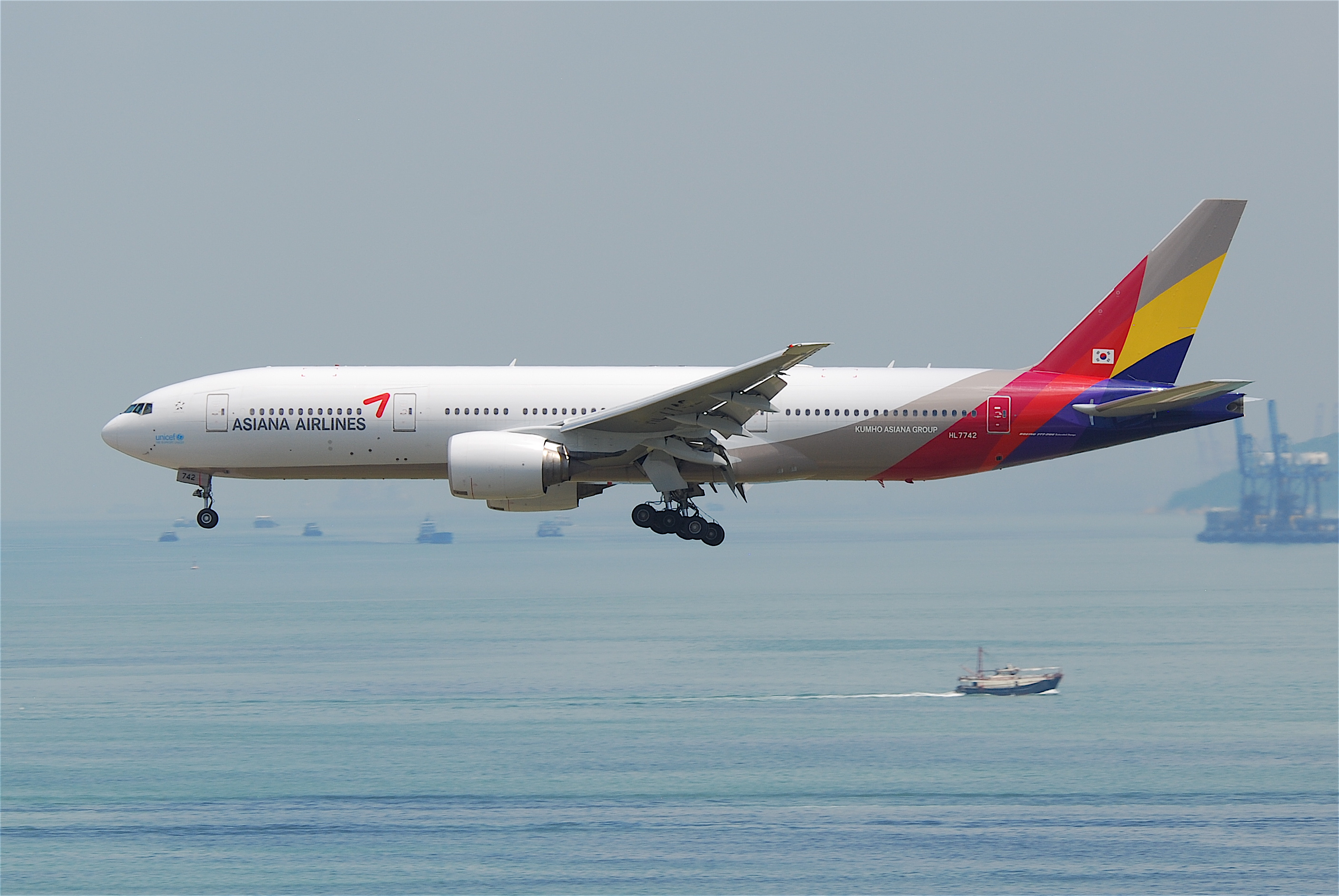
2011년 7월 31일 홍콩에서 촬영된 HL7742

아시아나항공 214편 착륙 사고(영어: Asiana Airlines Flight 214)는 2013년 7월 6일 오전 11시 27분(한국 시각 7월 7일 오전 3시 27분) 아시아나항공 소속 보잉 777-28E/ER 항공기가 대한민국 인천국제공항을 출발하여 미국 샌프란시스코 국제공항에 착륙하는 도중 28L 활주로(RWY 28L) 앞의 방파제 부분에 언더캐리지(랜딩 기어)가 부딪혀서 발생한 사고이다. 아시아나항공이 창립한 이래 사망자가 생긴 3번째 항공 사고이자 1993년 전라남도 해남군 화원면에 추락한 사고 이후 2번째 여객기 추락 사고이며, 아시아나항공의 국제선 여객기에서는 처음 발생한 사고이다. 해당 보잉 777 기종은 2006년에 들여온 기종으로, 이 사고는 보잉 777 기종에서 사망자가 생긴 첫 번째 사고이다.
당시 기내에는 291명의 승객과 16명의 승무원이 탑승하고 있었으며, 승객은 국적별로 한국인 77명, 중국인 141명, 미국인 64명, 인도인 3명, 캐나다인 3명, 프랑스인 1명, 일본인 1명, 베트남인 1명이었다. 미국 소방 당국은 이 사고로 3명이 사망했다고 밝혔으며, 신원은 예 멍 위엔(16), 왕 린 지아(17), 리 우 예핑(16) 등 중국인 여고생으로 밝혀졌다. 이밖에 샌프란시스코 종합병원에 옮겨진 8명의 성인과 1명의 어린이는 중태인 것으로 알려졌다.(1명은 소방차에 깔려 사망) 중국인 승객이 많았던 이유는 중국에서 미국으로 가는 직항 항공편이 적고, 항공편이 있더라도 홍콩을 제외하면 베이징과 상하이에만 개설되어 있기 때문에 베이징이나 상하이까지 이동해야 하기 때문이다. 그리고 여객 운임이 인천국제공항 경유·환승시보다 상대적으로 비싸 인천국제공항을 통한 환승 수요가 많았기 때문이었으며 사고 여객기에 탑승한 중국인들 중 일부는 미국으로 탐방을 가기 위해 상하이에서 인천국제공항으로 들어와 아시아나항공 여객기로 환승한 승객들로, 아시아나항공은 중국 노선이 상대적으로 많은 편이다.
이 사고로 인해 해당 여객기는 기체 후미 부분이 파손되었으며, 사고 발생 15분 뒤 동체 천장부 전기 전자 계통 회선에서 화재가 발생하여 기체가 전소되었다. 하지만 날개 쪽 연료탱크로 불이 옮겨 붙지는 않아 추가적인 화재는 발생하지 않았다.
2:00

## 충돌
2013년 7월 6일 오전 11시 27분(PDT, 7월 6일 18:27 UTC), 등록번호 HL7742번 보잉 777-28E/ER은 깊은 강하각 때문에 샌프란시스코 만에 튀어나온 방파제를 치면서 28L 활주로의 경계점에 못 미쳐 착륙한 이후로 샌프란시스코 국제공항에 충돌하였다. 후미 압력 벌크헤드 뒤에 있는 엔진 하나와 꼬리 부분은 비행기로부터 떨어져 나갔다. 수직, 수평 안정장치는 경계점 이전에 활주로에 닿았으며, 반면에 동체와 날개 나머지는 방파제로부터 2000피트(600m) 정도의 활주로의 왼쪽 부분에 멈춰 있었다. 목격자는 비행기가 착륙하기 이전에 거대한 불덩이가 있었고, 충격이 일어난지 1분 후 동체로부터 나온 엄청나고 어두운 연기와 함께 두 번째 거대한 폭발이 있었다고 말했다. 비상탈출 슬라이드는 비행기의 한쪽 면 앞쪽 2개문에 펼쳐졌으며 이는 승객들을 피난시키는 데에 사용되었다. 또 다른 비행기 탑승자는, 비행기가 급격하게 하강했으며 해수면도 제대로 보이지 않았다고 말하였다.
28L 활주로의 ILS와 항법 글라이드패스는 사고 당시에 작동하지 않았다. 착륙은 일반적인 시계 착륙이었으며 당시 날씨는 맑았다.

## 사고 원인

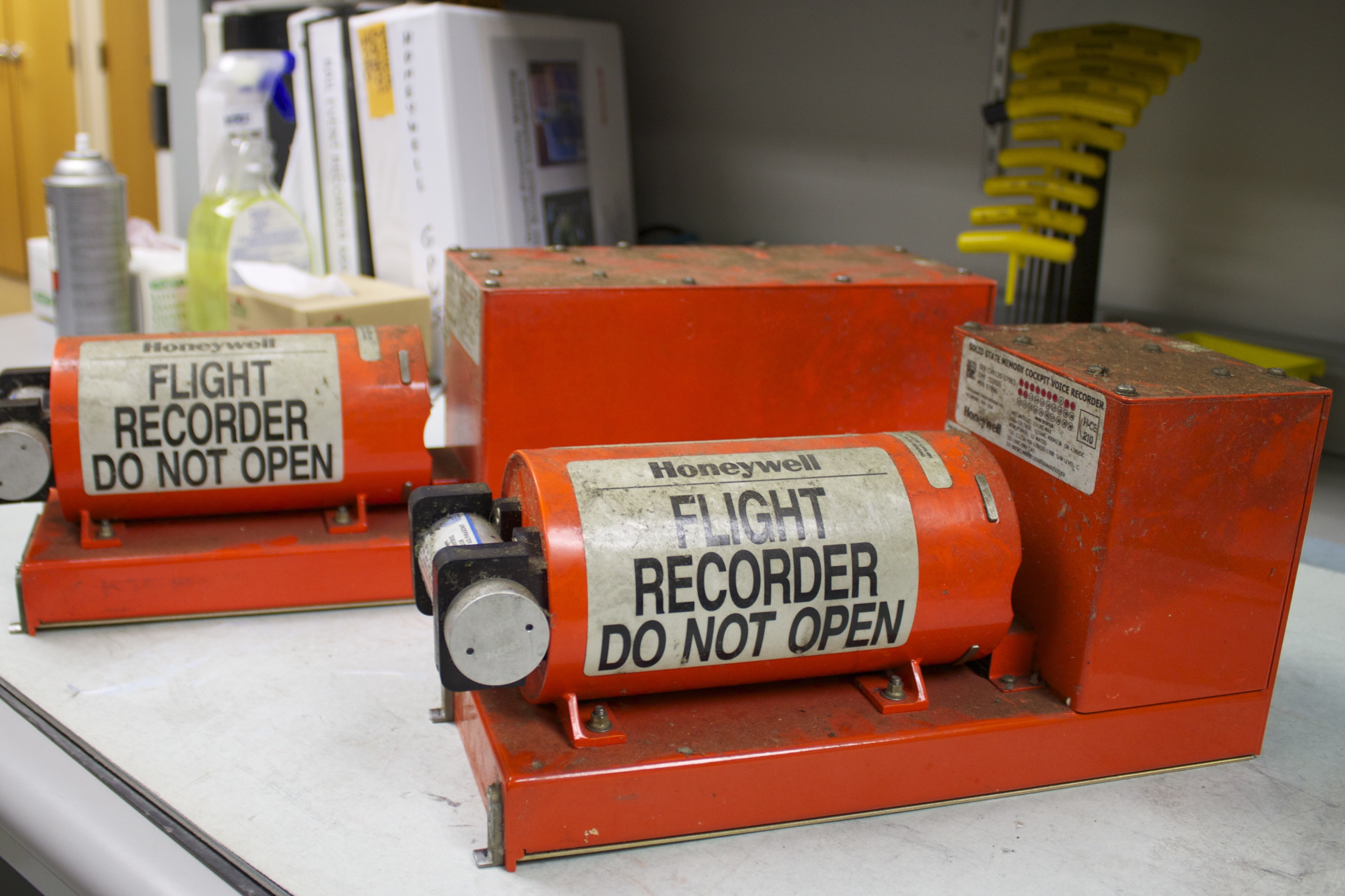
아시아나 항공 214편의 블랙박스

추락 원인은 조종사의 과실이다. 처음 사고 발생 당시에 관계자는 테러 가능성은 제외되어 왔다고 밝혔다. 미국 CNN 방송 등은 아시아나항공 여객기가 착륙 5분 전에 관제탑과 교신하여 응급 차량 대기를 요청했다고 보도했다. 그러나 대한민국 국토교통부와 아시아나항공 측은 이 여객기가 비행 중 특이 사항이나 고장 메시지를 보내지 않았다고 반박했다. 일부 전문가들은 사고 기종인 보잉 777에 적용되어 있는 플라이 바이 와이어 시스템의 착륙 직전 오작동으로 조종 불능 상태가 되어 추락한 이후, 플라이 바이 와이어 시스템 계통에서 화재가 발생한 것 아니냐는 주장하기도 했고, 또한 다른 전문가들은 이 사건 전에 발생했던 영국항공 38편 착륙 사고와 같은 이유로 항공기가 실속되지 않았냐는 주장을 하고 있다.
미국연방교통안전위원회는 조사를 시작했고 조사원을 현장에 파견하였다. 아시아나 항공 CEO 윤영두는 "현재 엔진이나 기계적 문제가 없었음을 알고 있다"고 밝혔다. 그는 랜딩 기어가 올바르게 작동했는지 말할 수 없었다. 주된 요인은 착륙하려 시도할 때, 비행기가 너무 짧게 왔고 방파제를 쳤다는 것을 내포하고 있다.
대한민국 국토교통부와 아시아나항공에서도 사고 수습과, 미국연방교통안전위원회와 협동으로 사고원인을 조사하기 위해 7월 7일 오후 1시 30분경에 출발하는 아시아나항공의 전용기를 통해 샌프란시스코로 파견했다.

### 사고 조사 보고서
2014년 7월 미국연방교통안전위원회에서 아시아나 214편의 사고 조사 보고서를 발표했다.
- 조종사들이 시계접근(Visual approach) 중에 고도 강하를 부적절하게 하였음.
- 조종간을 잡았던 조종사가 자동 속도 조절 장치를 의도하지 않게 작동 중지시킴
  - 사고기 조종사는 활주로까지의 남은거리에 비해 항공기의 고도가 높다는 사실을 인지하지 못하고 1분당 1,000피트의 속도로 강하하던중 더 빨리 강하해야 한다는 것을 뒤늦게 인지하고 FLCH(Flight Level CHange) SPD 버튼을 눌러 엔진 추력을 idle 상태로 만들게 된다. (FLCH SPD 변경 전 항공기는 V/S Change모드로 스로틀은 오토로 작동되고 있었음) 당시 FD(Flight director)에는 3000피트가 세팅되어 있었기 때문에 목표한 고도로의 상승을 시작하게 되며, 이에 조종사는 오토파일럿을 끄고 오토스로틀을 강제로 idle 위치로 변경한다. 이 순간 오토스로틀 모드가 'Speed'모드에서 'Hold'모드로 변경(오토스로틀 작동중지) 되었지만 조종사들은 인지하지 못하였고, 결과적으로 항공기의 속도는 계속 줄어들게 되었다.
- 조종사들이 항공기 속도를 충분히 모니터링 하지 않았으며, 항공기가 정상적인 강하 경로 및 속도에서 과도하게 벗어났음을 인지한 뒤에도 복행(Go around)을 지연시킴
  - 항공기가 500피트에 도착하기 전에 목표했던 속도(137노트)에 도달 했지만 출력레버가 아이들(IDLE)상태였기 때문에 항공기의 속도는 빠르게 줄어들고 있었고, 정상적인 강하율이 1분당 700피트 였는데 사고 당시 이보다 훨씬 높은 1분당 1,200피트로 강하하고 있었다. 약 200피트를 통과할 때 항공기의 속도가 느리며 고도가 낮다는 사실을 인지하였지만 항공기가 100피트까지 낮아질 때까지 복행 절차를 수행하지 않았다.

## 조사

좌석도면

미 연방 교통안전국은 조사를 시작했고 조사단을 사고 현장으로 보냈다. 2013년 7월 7일, NTSB 조사관들은 비행기록장치와 비행음성기록장치를 복구했고 분석을 위해 워싱턴 D.C로 운송하였다. 또다른 조사를 하고 있는 기관들은 미국 연방 항공청, 보잉, 프랫 앤 휘트니와 대한민국 국토교통부의 항공철도사고조사위원회이다.
NTSB에 따르면 날씨는 좋았고 수동 접근을 하기에 맑았다. 아직, 기계상의 실패나 오토 스로틀 체계가 일으킬 수 있는 승무원의 사용에서의 실패가 있는지 조사하고 있지만, 문제 비행중에 보고된 기계나 다른 것에 대한 징후는 없다. 콕핏 래버나 스위치를 확인하는 동안 오토 스로틀 제어는 동작 중이나 꺼짐 위치와는 다르게 대기 설정을 암시할 수 있는 켜진 위치에 있는 것으로 발견되었다. 게다가 부기장의 플라이트 디렉터는 활성화되어있었지만 기장의 플라이트 드렉터는 비활성화되어 있었는데 이는 도구 세트를 설정하는 것 없이 비행한 상황이다.
사고 82초 전, 1600피트 고도에서 오토파일럿은 꺼졌고 비행기는 마지막 접근동안 수동으로 동작하였다. 활주로의 끝부분에 도착했고 승무원들이 막 착륙을 중단하고 착륙복행을 시행하려 할 때 비행기의 앞 부분은 방파제를 쳤다. 비행기록장차(FDR)의 자료에 기반해서 NTSB는 마지막 접근에서의 비행기의 공중속도는 목표 속도인 254 km/h보다(137노트) 34노트 낮았다고 밝혔다. 승무원들이 마지막 접근에 들어설 때를 인지하지 못했음에도 불구하고 연방방공청 레이다의 예비 검토는 비정상적인 가파른 감소 곡선을 보여주지 않았다. 사고 8초 전인 125피트 상공에서 공중속도는 112 km/h로 감소하였다. 기내 승무원으로부터 나온 내부적 보고서에 의하면 비행기의 오토스로틀은 올바른 기준 속도에 설정되어 있었지만 활주로의 정밀접근경로표시기(PAPI)는 그들이 확실히 글라이드패스 밑에 있었음을 보여줄 때까지 오토스로틀이 그 속도를 유지하는 것을 실패했음을 승무원들이 인지하지 못했다. 교관 조종사는 PAPI는 지상 높이로부터 500여 피트 활공 경로에서 편차를 표시했다고 말했다. 그리고 그 당시 제대로 고치려고 시도했었다. 또, 교관 조종사는 측면 편차(Lateral deviation)을 보고했는데 이는 또한 그들이 고치려고 시도한 것이다.

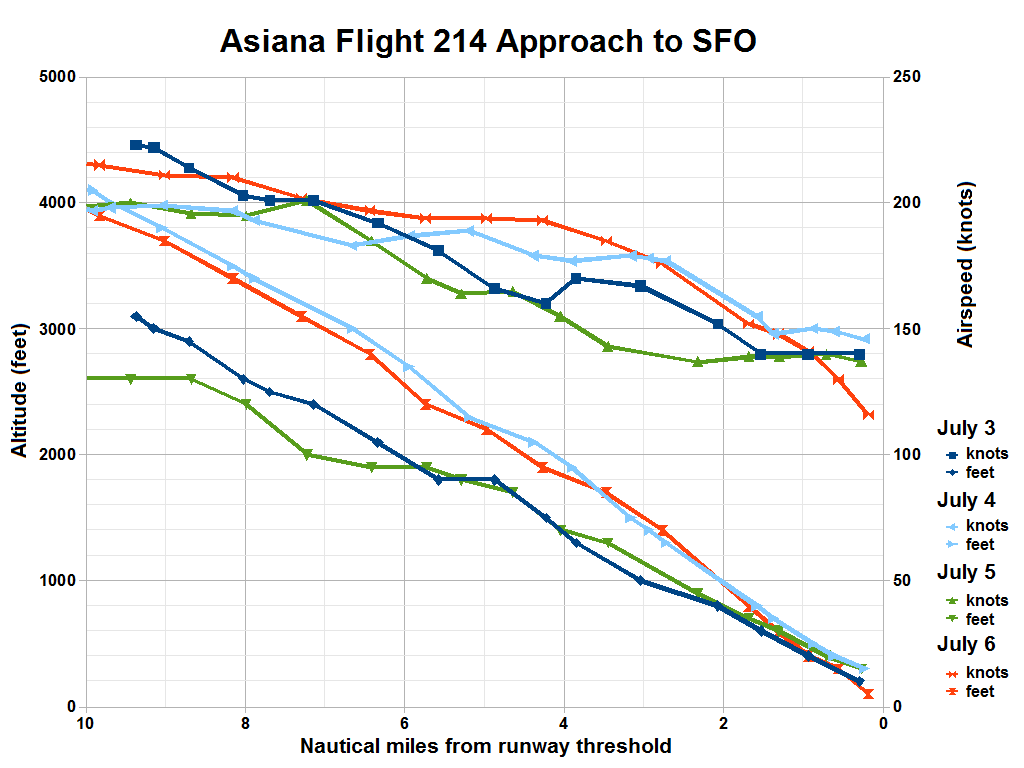
214편의 최종 접근 글라이드 패스와 속도

사고 7초전에 파일럿 중 한 명은 속도를 높이라고 말했다 교관 조종사는 속도를 높이리고 불렀다고 보고하였다. 하지만 교관이 스로틀에 닿은 때 조종사는 이미 스로틀을 높였다. 스틱 쉐이커 (실속 상태를 경고하는 장치)는 조종실 음성기록장치에 사고 4초 전에 기록되었다. 공중속도는 사고 3초 전에 103노트까지 감소하였는데 그 당시 엔진은 50% 파워였고 증가하는 중이었다. 승무원은 사고 1.5초 전에 고 어라운드를 외쳤다. 사고 순간 비행기의 속력은 106노트까지 증가하였다.
777기로 처음 샌프란시스코 국제공항에 착륙하는 기장을 돕기 위해 교관 기장이 교육하고 있었음이 드러난 착륙 시도 동안 조종석에 있었던 세 명의 파일럿에 대한 내부 인터뷰에서 그 자신은 교관으로써 첫 번째 비행이었다. 모든 세 기장은 NTSB 조사원들에게 마지막 하강동안 속도 제어를 위한 777기의 자동화된 장치에 의존하고 있었다고 말했다. 구호 부기장 또한 NTSB 조사자들이 마지막 접근 동안 비행기가 감소하는 비율을 부르는 "싱크 레이트" 불러 냈다고 말했다.
비행 조종사는 처음에는 대한민국 조사관들에게 충돌 35초 전인 500피트 상공에서 밝은 빛에 의해 앞이 보이지 않았다고 말했다. NTSB는 비행 조종사가 밝은 빛이 비행을 하는 능력에 영향을 끼쳤다고 믿지 않았으며 인터뷰나 CVR에서 빛에 대한 어느 기준도 다른 기장에 의해 만들어지지 않았다고 밝혔다.
2013년 7월 11일, 오토파일럿이나 다른 자동비행장치가 동작을 실패했다는 신호가 없었음이 발표되었다. 뉴스 컨퍼런스 동안 NTSB 대변인 데보라 허스만이 "비행기록장치(FDR) 데이터에 기반했을 때, 자동비행장치나 비행 감지기나 오토스로틀에 대한 잘못된 작동이 없었다"고 말했다.
산 마테오 카운티 검사관인 로버트 포크라울은 처음 두번의 하강에 대해 조사했지만 결과는 발표되지 않았다. 그와 소방서 대변인은 사고에서 살아남은 희생자 중 한 명은 소방차에 치였음을 암시하였다. 두 희생자의 사망 원인은 모두 조사중이다.
아시아나 희생자중 한명은 미국검시관이 소방차에 치였음을 확인하였다.

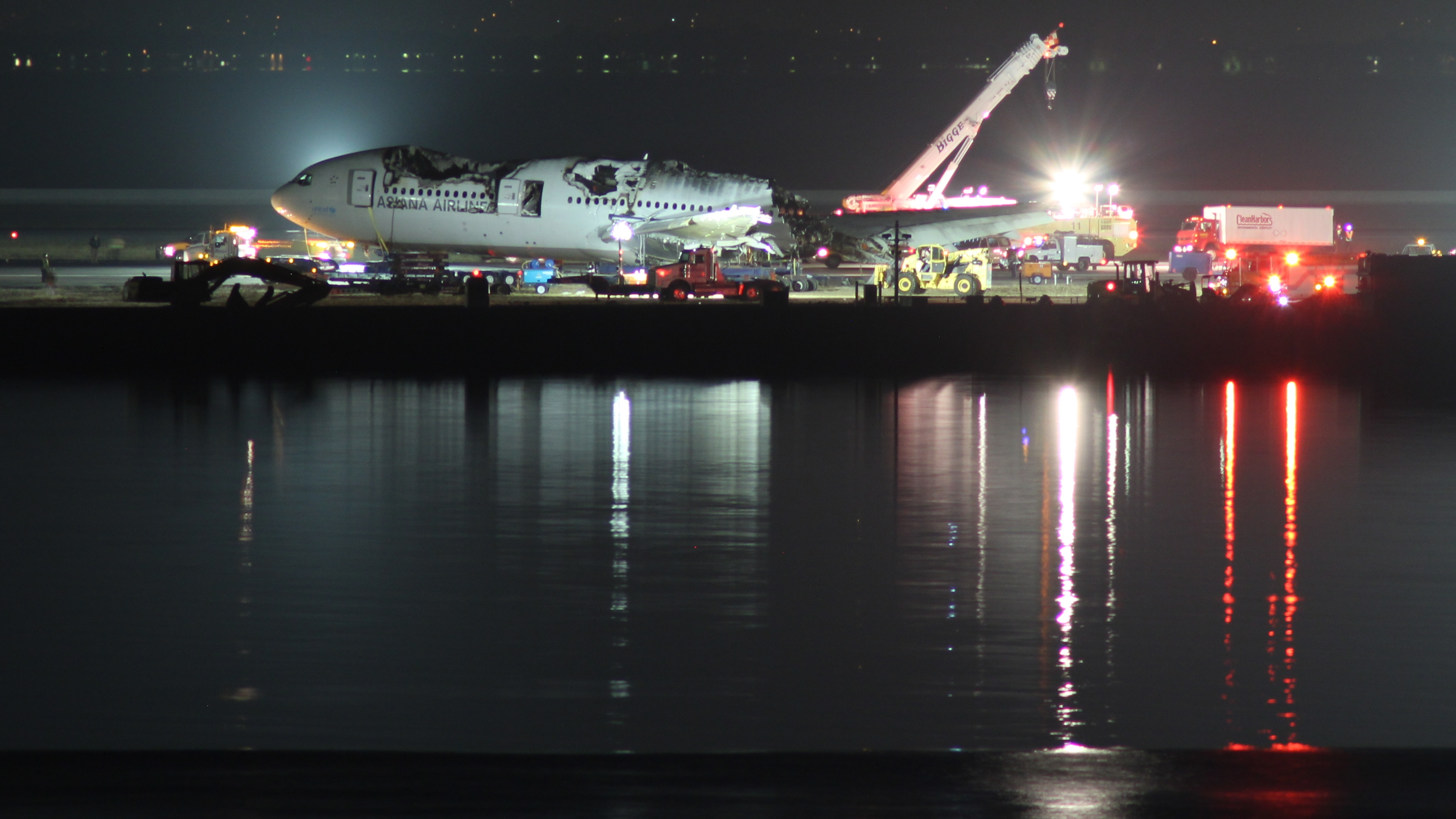
직원들은 샌프란시스코 국제공항에서 활주로 28L에 인접해 있는 구역에서 파괴된 보잉 777-200ER의 동체를 밤중에 제거하였고 조종실은 한국으로 돌아와서 보존 중이다.

### 조사에 대한 비판
NTSB가 조종사의 과실로 사고 원인을 성급하게 결론내리려 하는 것에 대해 국제민간조종사협회, 국제 조종사 노조 가 비판하였다. 국제민간조종사협회는 정보를 섣불리 공개하는 것은 잘못된 결론을 내릴 수 있다고 비판하였고, 국제조종사노조도 조종사 과실로 사고 원인을 확실시하고 있다며 비판하였다.
NTSB는 비상탈출문이 권장 대피완료 시간인 90초가 지나서 열렸다던지, 오토스로틀이 ARM위치에 있다고 꼭 작동하는 것은 아니라며 조종사의 과실이 사고의 주된 원인으로 보고 있다. 그러나 기장석과 부기장석이 바뀌어 있었다는 것에 대해, 국토교통부 대변인은 관숙비행 중에는 기장과 부기장이 바꿔 앉는 것이 당연하다 고 밝히는 등 이에 반박하고 있다.
또한, 아시아나항공의 브리핑을 막는 것도 NTSB의 폐쇄성을 드러내고 있는데, NTSB는 아시아나항공에 "조사에 영향을 미치는 언행을 하지 말라"고 경고함으로써 아시아나항공의 브리핑을 간접적으로 취소시켰다.

## 여파

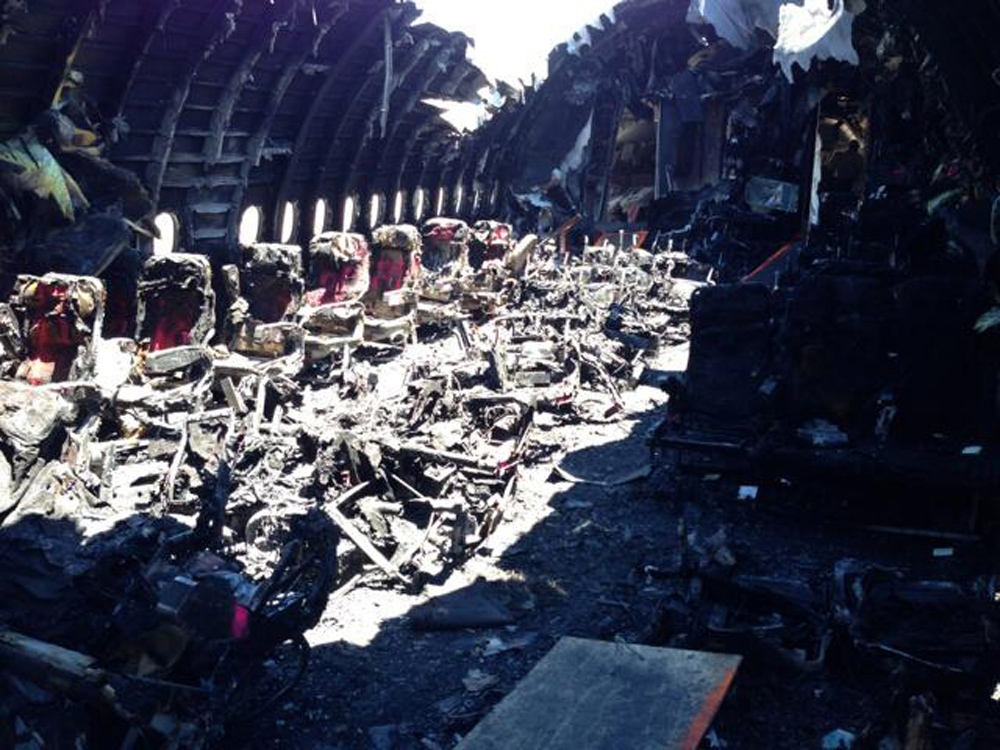
타버린 OZ214편 항공기

기자회견이 SFO에서 열렸을 때 샌프란시스코 소방국장 조안 헤이즈-화이트는 두 명이 사망했다고 확인하였다. 두 승객 모두 중국 여권을 가지고 있었고 10대 여성이었으며, 사체는 기체 외부에서 발견되었다. 병원 대변인은 다섯 명이 중태라고 밝혔다. 아홉 구역의 병원들이 총 182명의 부상자들을 받아들였다. 이후 SFO 기자회견동안 SFO 대변인 도우그 야케이는 오직 한 사람만이 행방 불명이라고 밝혔는데, 이는 이전의 60명에서 줄어든 것이다. 또다른 기자회견 동안 헤이즈-화이트는 모든 사람들이 공항에 있는 두 개의 시설에 임시로 수용되었다고 밝혔다.
샌프란시스코 국제공항은 사고 이후 테러의 가능성에 대비하여 약 다섯 시간동안 폐쇄되었으며,샌프란시스코 국제공항으로 오던 항공편들은 샌프란시스코 만 구역에 있는 다른 주요 공항이나 새크라멘토 국제공항, 로스엔젤레스 국제공항 등으로 우회하였다. 나중에 활주로 01L/19R, 01R/19L은 다시 개방되었다. 사고가 발생한 활주로와 인근에 있는 활주로는 폐쇄되으며, 화물을 수거한 후 항공기 잔해를 제거하여 활주로가 다시 개방되었다.
이 사고로 인해, 7 괴담이 생겼다.

### 미국 교통부의 아시아나항공에 대한 벌금 부과
사고 이후 승객들의 가족과 친지에 대한 아시아나항공의 소홀한 대처로 미국 교통부는 아시아나항공에 $500,000 (약 5억 8천만원)의 벌금을 부과하였다. 아시아나항공이 이에 합의함에 따라 $400,000를 순수 벌금으로, 나머지 $100,000를 부대 비용 명목으로 지불하였다.

### 214, 213편명의 은퇴
아시아나항공은 2013년 8월 5일 서울발 샌프란시스코행 편명을 기존 214에서 212으로, 샌프란시스코발 서울행 편명을 기존 213에서 211로 변경한다고 밝혔다.

### 777의 명예
이 사고는 조종사의 과실로 인해 보잉777기 최초로 일어난 인명 피해이다.

## 사진

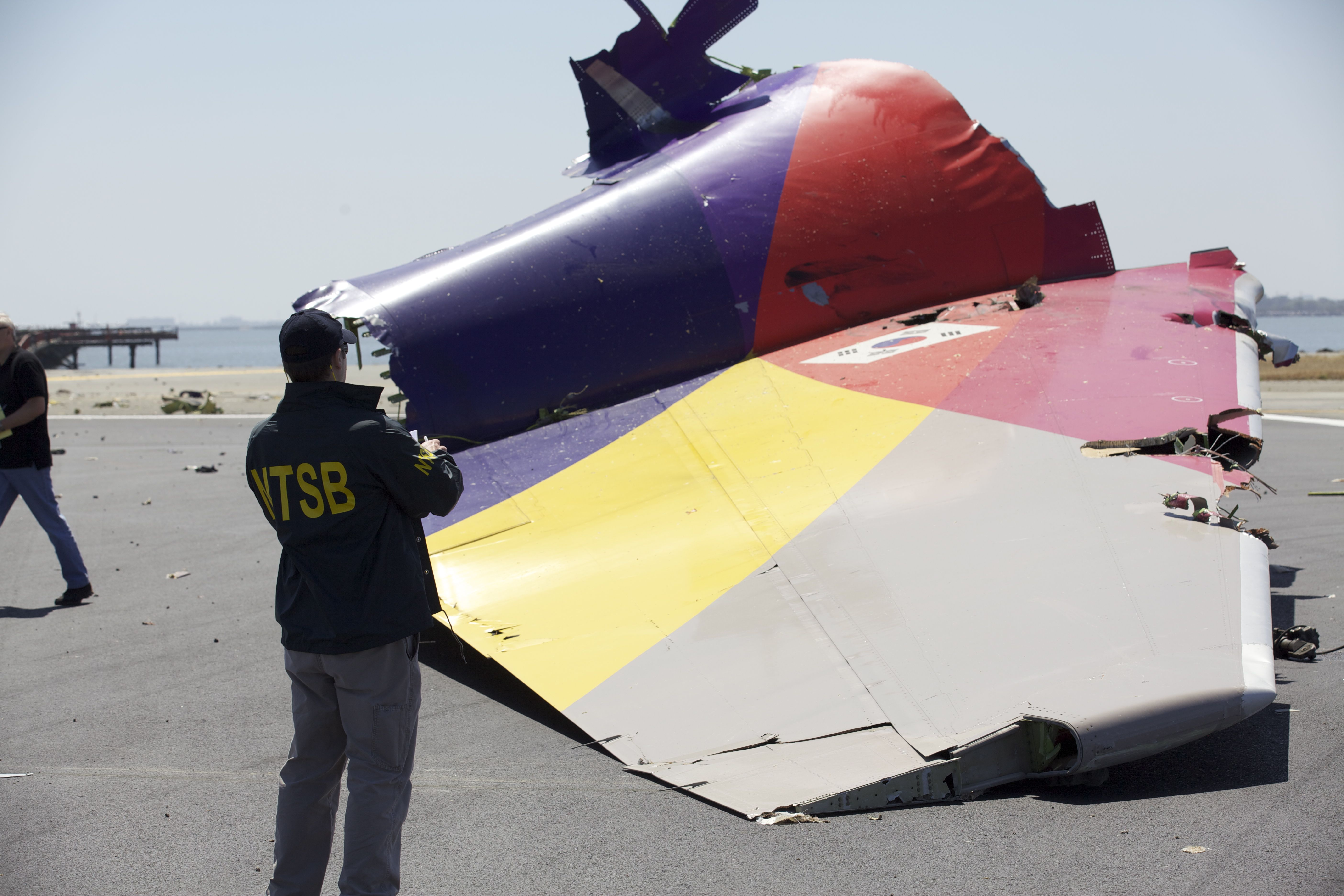
사고기의 수직 꼬리날개
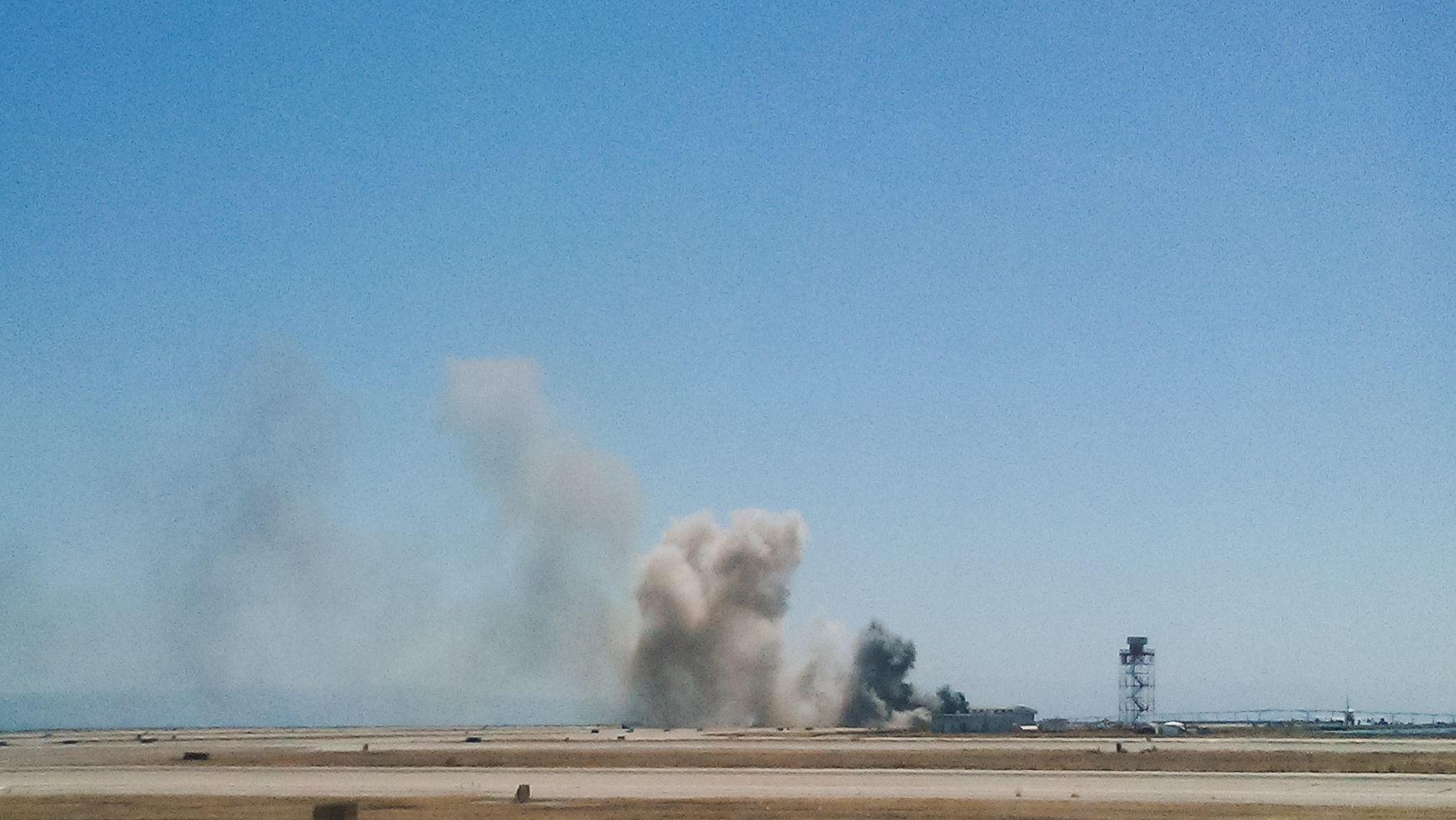
불타고 있는 기체
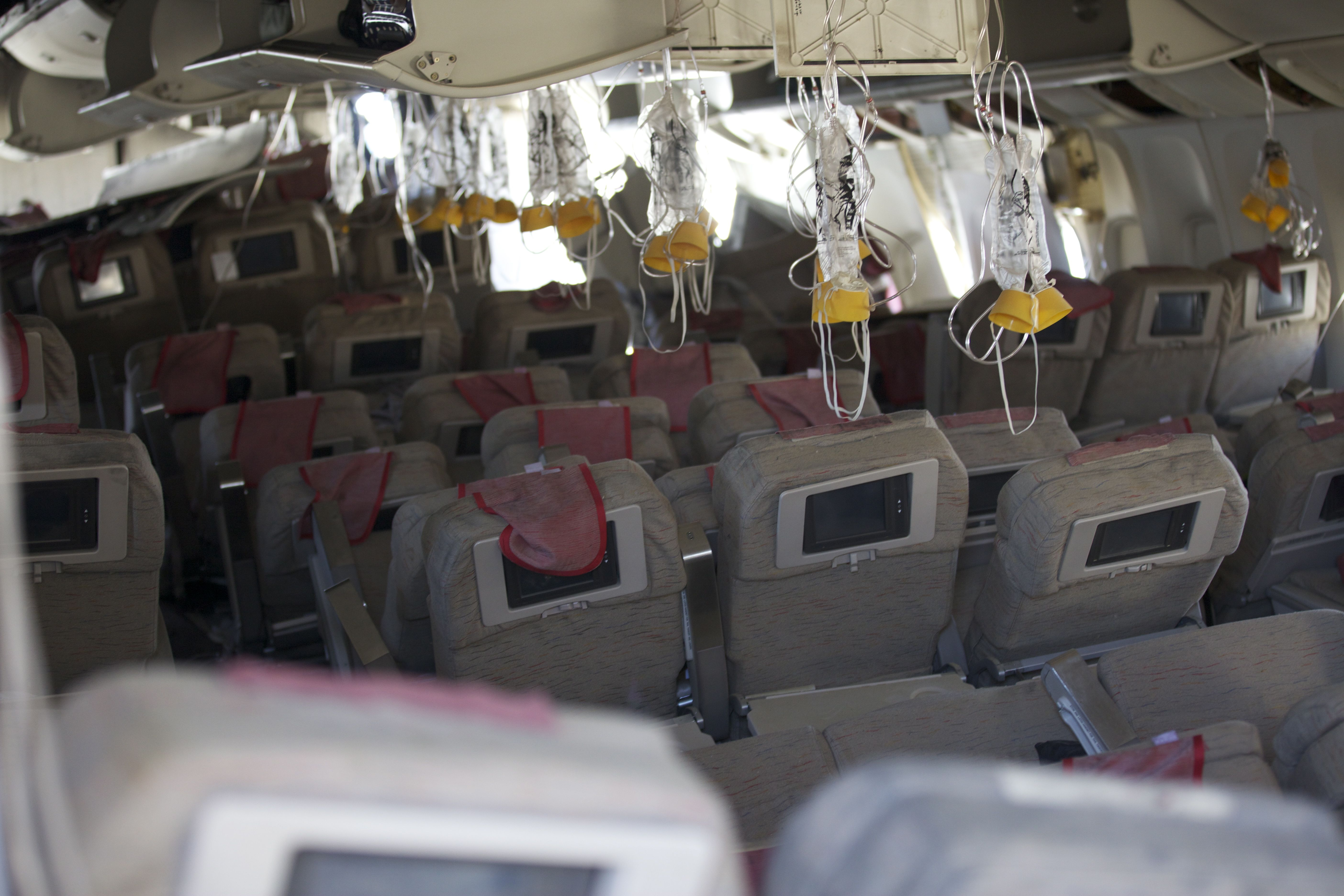
타버린 기체 내부

## 같이 보기
- 유사한 착륙 사고들
  - 에어프랑스 358편 추락 사고
  - 영국항공 38편 착륙 사고
- 플라이트 플랜 (항공)
- 계기착륙장치(ILS)